# Sonorella orientis
Sonorella orientis är en snäckart som beskrevs av Henry Augustus Pilsbry 1936. Sonorella orientis ingår i släktet Sonorella och familjen Helminthoglyptidae. Inga underarter finns listade i Catalogue of Life.